# ثيودور ألبرشت
ثيودور ألبرشت (بالإنجليزية: Theodore Albrecht)‏ هو مؤرخ موسيقى ‏ وملحن أمريكي، ولد في 24 سبتمبر 1945 في جيمستاون في الولايات المتحدة.